# Johann Christoph Oesterlein

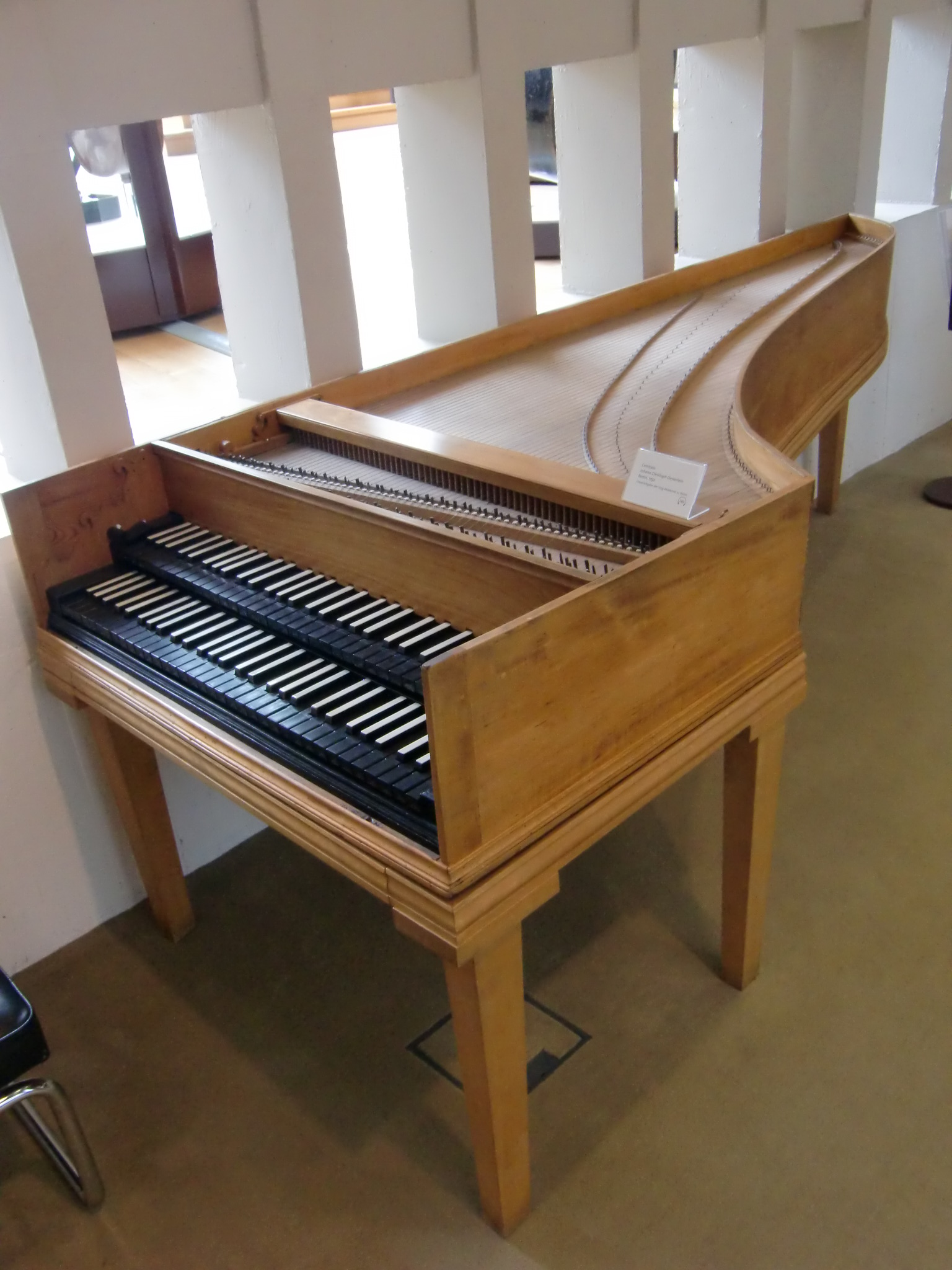
Oesterlein-Cembalo (1792)

Johann Christoph Oesterlein (* 1727 in Berlin; † 1792 ebenda) war ein deutscher Musikinstrumentenbauer.

## Leben
Oesterlein gehörte in der zweiten Hälfte des 18. Jahrhunderts zu den bekanntesten Instrumentenmachern in Berlin. Er fertigte vor allem Flügel, welche sehr beliebt waren und in großer Zahl gefertigt wurden, aber auch Streichinstrumente. Um 1773 baute er als Novität Klaviere mit ledernen Tangenten. Beim Klavichord heißen so die auf den hinteren Tastenenden stehenden Metallzungen, welche die Saiten nicht anreißen, wie die Federkiele des Kielflügels, sondern anschlagen.
Im Berlinischen Bürgerbuch des Magistratarchivs befindet sich zu Oesterlein zum Jahr 1760 folgender Eintrag: 1760. MA, BERL. BÜRG. B., 8. XI., p. 427. JOHANN CHRISTOPH ÖSTERLEIN, / ein Musicalischer Instru- / ment-Macher, und Eigen- / thümer, auch hiesigen / Bürgers Sohn, L. V. v. 25. M. pr. Starb im Dezember 1792 zu Berlin im 65. Lebensjahre. Bedeutender Flügelbauer und Erfinder der ledernen Tangenten (v. Ledebur 407). Außerdem 1772 erwähnt. Verfertigte sehr gute Klaviere und auch Streichinstrumente (v. Ledebur 580).

## Werke
Ein zweimanualiges Cembalo (Berlin 1792) von Oesterlein befindet sich als Dauerleihgabe der Sing-Akademie zu Berlin im Musikinstrumenten-Museum Berlin. Es stammt aus dem Besitz Carl Friedrich Zelters und wurde von Felix Mendelssohn Bartholdy vermutlich für die erstmalige Wiederaufführung der Matthäus-Passion von Johann Sebastian Bach nach dessen Tod 1829 in der Sing-Akademie benutzt. Vom Instrument aus leitete Mendelssohn Bartholdy die Aufführung.